# خالق عظيم
الخالق العظيم غالباً ما يتم تعريفه على أنه «الله». يتم استخدام هذا المعنى من قبل علماء الدين من مختلف الأديان بما في ذلك المسيحية، والإسلام، والهندوسية، والربوبية. ومع ذلك، يمكن أيضا أن يشير إلى تفسيرات أكثر تعقيداً في الفلسفية الإلهية. العديد من المنظمات لا سيما تلك التي يعتنق أعضاءها ديانات متنوعة (مثل ماسونية) تستخدام مصطلح كما وصف عام للرب مما يتيح للعضو الإيمان بأي الإله.

## استخدام هذا المصطلح في سياقات دينية

### المسيحية
قد يستخدم مصطلح الخالق العظيم في اللاهوت المسيحي للإشارة إلى الله الآب. كما يمكن أن يستخدم للإشارة إلى الثالوث المسيحي وهو عقيدة مسيحية تقول أن الله هو إله واحد متواجد، في نفس الوقت وإلى الأبد، في ثلاثة أقانيم: الآب (المصدر، صاحب العظمى الأبدية) والإبن (الكلمة الأزلية، متجسد بيسوع الناصري) والروح القدس (البارقيلط أو روح الله الذي يثبت المؤمنين).

### الإسلام
كثير من علماء المسلمين استخدموا مصطلح «الخالق العظيم» للإشارة إلى الله (إسلام)، وهو الاسم العربي لخالق الكون، وهو الإله الوحيد في الإسلام وكل ما سواه مخلوق مهما كان مفهوم الآخرين عما سواه. وكل الخلق تحت سلطانه، وهو لا يتجسد في صورة إنسان أو غيره من المخلوقات.

### الربوبية
يستخدم الربوبيون مصطلح «الخالق العظيم» للإشارة إلى خالق واحد للكون.

## استخدام هذا المصطلح في سياقات غير دينية

### الماسونية
يؤمن الماسونيون بقوة عظمى كونية «واحدة» معبودة، ويطلقون عليها العديد من المسميات أو الاصطلاحات المجازية مثل «الخالق العظيم» أو «البناء العظيم» أو «المهندس الأعظم للكون»، وغير ذلك. وبالتالي فليس هناك إله محدد للماسونيين، ومن حق الماسوني أن يؤمن بأي إله يشاء طالما هو «واحد معبود» في نظره، بغض النظر عن أي اختلافات عقدية بين الأديان، وعليه – في نظرهم – فجميع المؤمنين بأي دين يعبدون إلهاً واحداً مع اختلاف المسميات.
ويؤمن الماسونيون بالتوحيد وهو مشروح في 1993 Edition of the Indiana Monitor and Freemason's Guide حيث يشرح أن التوحيد هو العقيدة الوحيدة للماسونية، الإيمان بإله واحد مطلوب من كل مخلوق، ولكن تعريفه لهذه القوة المطلقة متروك لتفسيره، والماسونية غير معنية بالخلافات اللاهوتية، وهذا هو الأساس لعالميتها.

## اقرأ أيضا
- الله
- الله (إسلام)
- المطلق
- خالق الكون المادي
- اسامي الالهه
- مفاهيم الإله
- وجود الله
- الله الآب
- الأم العظيمة
- خالق الكون المادي